# سیزو کاتو
سیزو کاتو (انگلیسی: Seizō Katō؛ ۱۴ فوریهٔ ۱۹۲۷ – ۱۷ ژانویهٔ ۲۰۱۴) بازیگر، و صداپیشه اهل ژاپن بود. وی بین سال‌های ۱۹۵۶ تا ۲۰۱۴ میلادی فعالیت می‌کرد.